# 片山仁八郎
片山 仁八郎（かたやま にはちろう、1916年3月31日 - 1997年3月14日）は、日本の経営者。三菱電機社長、会長を務めた。佐賀県鳥栖市出身。

## 経歴・人物
1935年に九州帝国大学工学部電気工学科を卒業し、同年に三菱電機に入社した。1974年に取締役に就任し、常務、副社長を経て、1980年から社長に就任し、1985年から会長に就任し、1991年から相談役に就任した。
日本電子工業振興会会長、新世代コンピュータ技術開発機構理事長なども歴任した。
1983年にマイクロ波放電光源装置の開発により、毎日工業技術賞に授賞し、1989年に勲一等瑞宝章を受章し、1993年にドイツ一等功労十字章を受章した。
1997年3月14日膀胱癌のために死去。80歳没。